# Gaudí (Musical)
Gaudí ist ein Musical, dessen Handlung sich an die Geschichte des katalanischen Architekten Antoni Gaudí anlehnt. Das Stück basiert musikalisch auf dem gleichnamigen Album von The Alan Parsons Project aus dem Jahr 1987, das von Eric Woolfson und Alan Parsons geschrieben wurde.

## Aufführungen
Das Musical wurde 1992 von Eric Woolfson entwickelt, von Claus Schmitz produziert und von Elmar Ottenthal inszeniert. Die Lichtkonzeption übernahm Horst Krämer. Trotz der deutschen Produktion sind die Texte der Lieder in englischer Sprache. Die gesamte Musik wurde von Eric Woolfson im Studio produziert und bei der Aufführung den Akteuren als Halb-Playback eingespielt. Seine Uraufführung hatte das Stück am 9. Oktober 1993 am Theater Aachen. Wegen des großen Erfolges wurde das Stück von 1993 bis 1996 in Alsdorf und von 1996 bis 1997 in Köln kommerziell verwertet. Für die Kölner Aufführung wurde der Musical Dome gebaut; seine blaue Grundfarbe geht auf die konzeptionelle Farbgestaltung dieses Musicals zurück.
Zwischen 2006 und 2008 erlebte das Musical eine Neuauflage im Kölner Palladium. Diese adaptierte und neu besetzte Produktion stand unter der Federführung von John Cashmore, der ursprünglich den Don Parker gespielt hatte und seiner Frau Kaybee Cashmore. Seit 2008 lagen die Aufführungsrechte des Musicals bei der Gallissas, heute hat sie die Woolfsongs Ltd inne.
Die österreichische Erstaufführung fand am 30. Oktober 2014 in Linz als Produktion des Theaters in der Innenstadt mit Cordula Feuchtner als Isabella, Nik Raspotnik als Don Parker, Wolfgang Sailer als Mark Winner und Michael Schefts als Antoni Gaudí in der Tabakfabrik Linz statt.

## Handlung
Der Schriftsteller Don Parker erhält für seine Werke den Gaudi Award, einen Preis für besonders kreative Leistungen. Dadurch lenkt er die Aufmerksamkeit des skrupellosen Filmproduzenten Mark Winner auf sich. Er will die Filmrechte an Parkers Roman erwerben, was dieser jedoch ablehnt. Parker ist ein großer Idealist und will seine Kunst nicht verkaufen oder ins Rampenlicht treten, ähnlich wie sein großes Vorbild Gaudí, mit dem er sich verbunden fühlt.
Daraufhin setzt Winner seine attraktive Freundin Isabella auf Parker an, damit er sich in sie verliebt und von ihr überreden lässt, die Rechte doch noch abzutreten. Sein Plan geht auf, doch Isabella kann das Doppelspiel auf Dauer nicht mit ihrem Gewissen vereinbaren. Außerdem verliebt sie sich in Parker. Sie beichtet Parker alles und kehrt zu Winner zurück. Parker ist schwer getroffen und beschließt, sich von seinem großen Vorbild Gaudí zu lösen und von nun an eigene Wege zu gehen. Symbolisch für diesen Schritt wird ein alter Mann, der Parker an Gaudí erinnert, von einem Zug erfasst.
Der reale Antoni Gaudí wurde 1926 von einer Straßenbahn angefahren und erlag seinen Verletzungen.

## Songliste
1. What Are You Going to Do Now?
2. Money Talks
3. Closer to Heaven
4. Standing on Higher Ground
5. Tango Güell (Instrumental)
6. Parca Güell
7. Puppet Master
8. Inside Looking Out
9. Work Song
10. Too Late
11. Forbidden Fruit
12. Lonely Song (Love Can Be Lonely Too)
13. La Sagrada Familia